# Undolski-Blätter

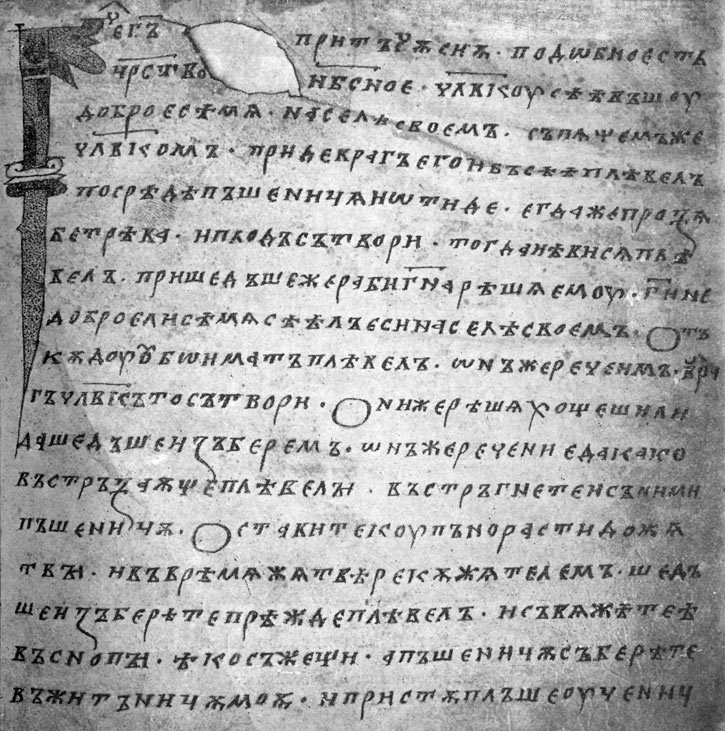
Pergamentseite mit zoomorpher Verzierung

Undolski-Blätter ist die Bezeichnung für zwei Blätter einer Handschrift in kirchenslawischer Sprache in kyrillischer Schrift aus dem 11. Jahrhundert. Der Entstehungsort ist unbekannt.
Sie enthalten Evangelientexte für liturgische Lesungen. Auf einem Blatt ist eine zoomorphe Verzierung am oberen linken Rand angebracht.
Die Blätter befanden sich bis 1864 im Besitz von Wukol Michailowitsch Undolski. Nach dessen Tod kamen sie ins Rumjanzew-Museum in Moskau, heute sind sie in der Russischen Staatsbibliothek in Moskau aufbewahrt unter der Signatur „фонд Ундольского“ ф. 310 № 961.

## Ausgaben
- Е. Ф. Карский, Листки Ундольского: отрывок кирилловского евангелия XI в. Санкт Петербург, 1904
- Е. Ф. Карский. Труды по белорусскому и другим славянским языкам. Москва 1962
- А. Минчева, Старобългарски кирилски откъслеци. София, 1978, 18-24